# Caecum carolinianum
Caecum carolinianum is een slakkensoort uit de familie van de Caecidae. De wetenschappelijke naam van de soort is voor het eerst geldig gepubliceerd in 1892 door Dall.